# پیتر رو
پیتر رو (انگلیسی: Peter Roe؛ زادهٔ ۲۳ سپتامبر ۱۹۵۵) بازیکن فوتبال اهل کانادا بود.
از باشگاه‌هایی که در آن بازی کرده‌است می‌توان به اشاره کرد.
وی همچنین در تیم‌های ملی فوتبال زیر ۲۰ سال کانادا و کانادا بازی کرده‌است.